# 오난정
오난정(일본어: 邑南町)은 일본 시마네현 중부 오치군에 있는 정이다.

## 역사
2004년 10월 1일에 이와미정, 미즈호정, 하스미촌이 합병해 탄생했다.

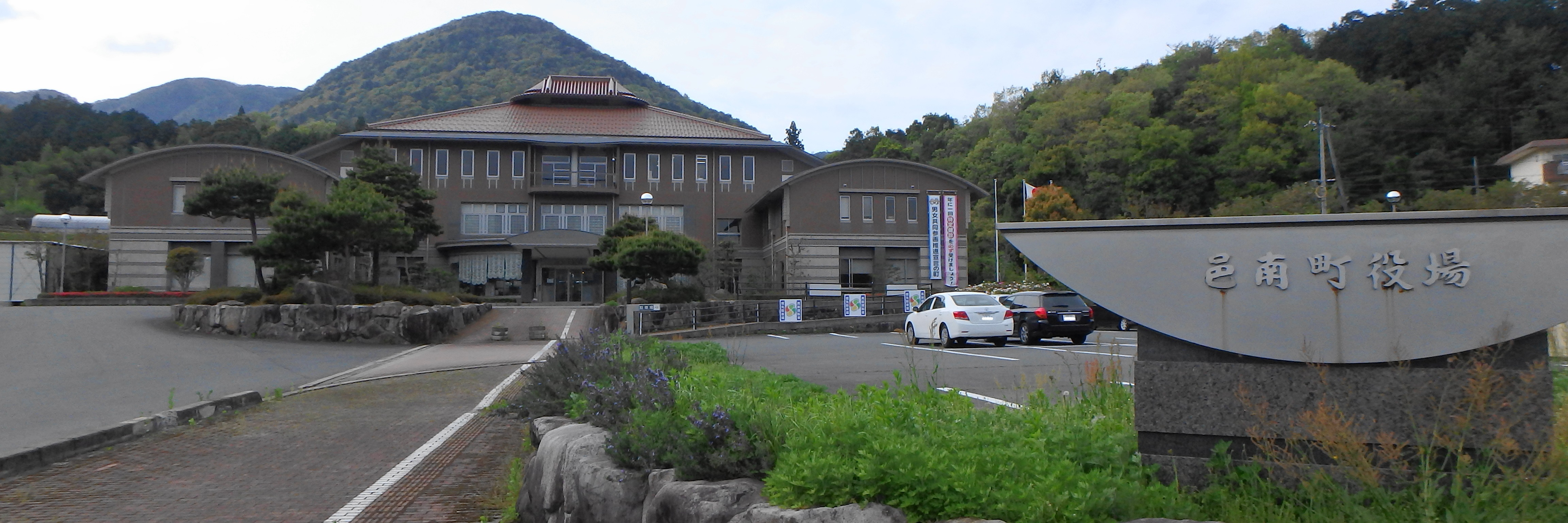
오난정사무소

## 교통

### 철도
- 서일본 여객철도 산코선

### 도로
- 하마다 자동차도(일본어판)
- 국도 제261호선 (일본)(일본어판)